# Atlas–3

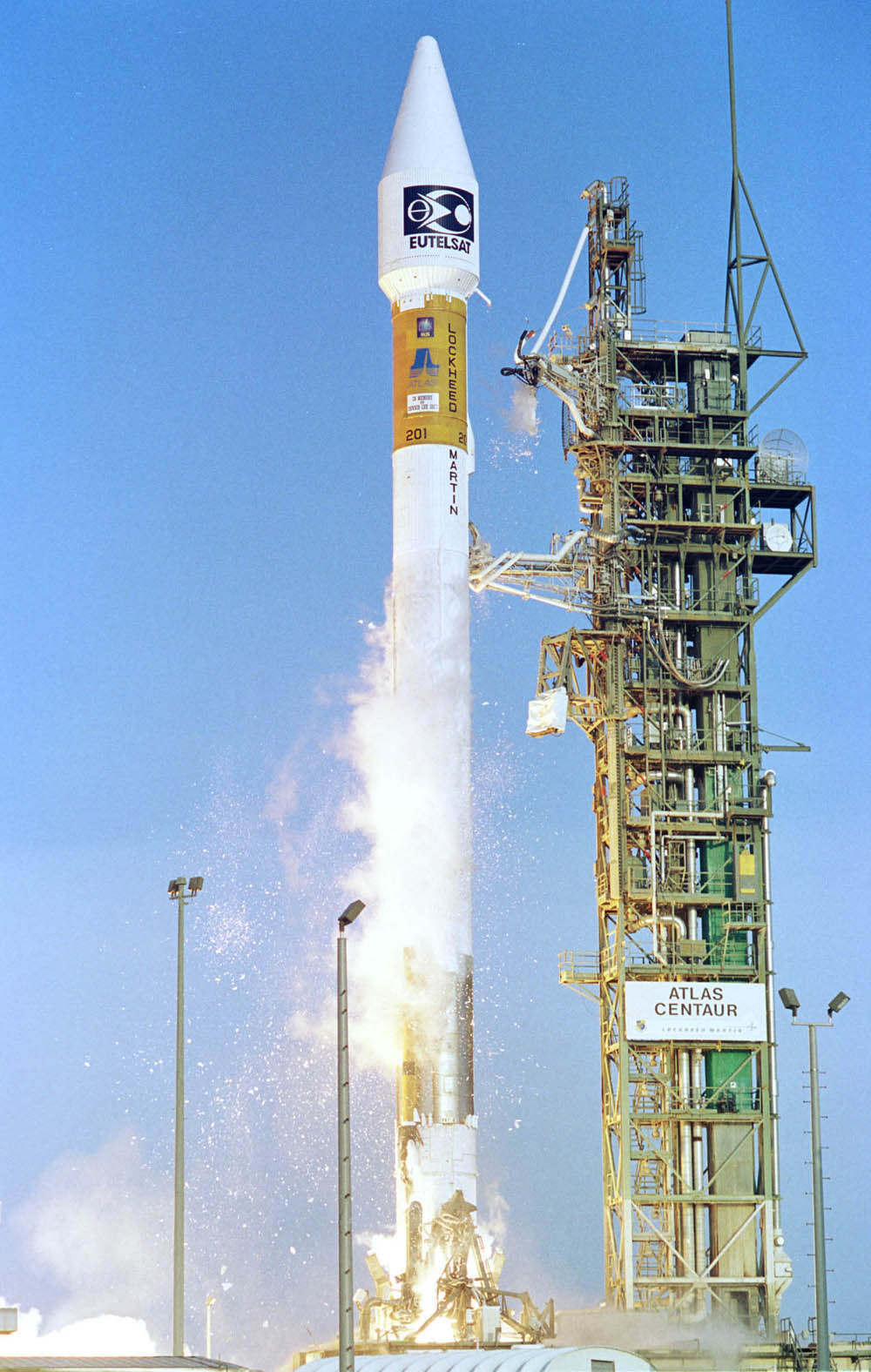
Az Atlas–3 első indítása 2000. május 24-én

Az Atlas–3 egy amerikai hordozórakéta, amelyet 2000 és 2005 között használtak. A Lockheed Martin építette.

## Felépítés
Az Atlas–3-nak két fokozata van. Az első fokozat új fejlesztésű, a második a régebbi Centaur volt. A Centaurt az 1960-as évektől sok amerikai hordozórakétán alkalmazták, ma az Atlas V-ön és a Delta rakétákon. Az első fokozat hajtóművei az orosz fejlesztésű RD–180-asok voltak, amelyeket az Atlas V-ön is használnak. Ezeket az amerikai Pratt & Whitney gyártja. Az Atlas–3-nak két változata volt: az Atlas–3A alapváltozat és az Atlas–3B, amelynek két hajtóművel ellátott Centaur fokozata volt.

## Repülések
Az Atlas–3 első indítására 2000. május 24-én került sor az Eutelsat W4 távközlési műholddal. Az utolsó indítás 2005. február 3-án egy titkos felderítő műholddal. Az összes indítást a Cape Canaveral-i LC–36B indítókomplexumból végezték.